# Berthold von Reisensburg
Berthold von Reisensburg, auch Perchtold, (* um 930; † vor 976) aus dem Adelsgeschlecht der Luitpoldinger war der einzige bekannte Sohn des bayrischen Pfalzgrafen Arnulf II., der im Juli 954 vor Regensburg im Kampf gegen die Belagerungstruppen des Königs Otto I. fiel. Bertholds Mutter, deren Name nicht überliefert ist, stammte wahrscheinlich aus Schwaben.
Berthold beteiligte sich 953/54 am Aufstand seines Vaters und des Schwabenherzogs Liudolf gegen Otto I. und wurde nach dessen Niederschlagung 955 vom König auf den Allodialbesitz seiner Mutter, die Reisensburg, verbannt. Nach Deutinger ist die Erwähnung der Reisensburg nur eine Ortsangabe. Von dort soll er sich zu den Ungarn begeben haben. Danach wäre es keine Geschlechtsbezeichnung wie zuvor angenommen wurde. Von dort aus soll er, laut der „Vita Sancti Oudalrici“, die Augsburg belagernden Ungarn vor dem Anmarsch des königlichen Heeres gewarnt haben, das dann am 10. August 955 die Schlacht auf dem Lechfeld gewann.
Nach dem Tode Ottos I. unterstützte Berthold 974 seinen Vetter Heinrich den Zänker in dessen Verschwörung gegen Otto II.